# Smokepeace
Smokepeace var en svensk intresseorganisation för rökare, bland annat aktiv mot rökförbud.

## Historik
Föreningen grundades 1989 av journalisterna John-Erik Blom och Gösta Ollén, bland annat som en reaktion på att de inte fick röka vid sitt stambord på Domus cafeteria i Rättvik. Bland de mest kända medlemmarna märks Bengt Öste, som var föreningens första ordförande, samt vidare Lars Orup och Thorbjörn Fälldin. Det var en av flera liknande nationella rörelser som grundades i Europa vid samma tid och som arbetade för att motverka lagar om begränsningar i tobaksbruk.
Föreningen hade, enligt egen uppgift, som mest omkring 3 000 medlemmar, men i januari 1998 meddelades att den upplösts. Beslutet motiverades med att man "kommit så långt vi kan i försöken att skapa rökfred och ser inte någon möjlighet att påverka beslutsfattare och opinion."
Sponsring från tobaksbolaget Philip Morris stod för 80 procent av föreningens totala intäkter. Tobaksindustrin betalade 1,2 miljoner kronor till föreningen för en reklamkampanj med syfte att väcka opinion inför en planerad skärpning av tobakslagstiftningen.

## Ordförande
Föreningens ordförande genom åren har varit:
- Bengt Öste
- Ingvor Arlenby
- Gösta Ollén
- Sune Nilsson
- Gunnar Sandberg